# Бузенваль (станция метро)
Бузенваль (фр. Buzenval) — станция линии 9 Парижского метрополитена, расположенная в XX округе Парижа. Названа по одноимённому кварталу (названному в честь битвы при Бюзенвале), в котором расположена.

## История
- Станция открыта 10 декабря 1933 года в составе пускового участка Ришельё — Друо — Порт де Монтрёй линии 9. В 2008 году станция подверглась реновации[2].
- Пассажиропоток по станции по входу в 2011 году, по данным RATP, составил 1 853 733 человек[3]. В 2013 году этот показатель вырос до 1 914 564 пассажиров (251 место по уровню пассажиропотока в Парижском метро)[4].

## Конструкция и оформление
Станция сооружена по типовому парижскому проекту, применявшемуся в 1900—1952 годах, — односводчатая станция мелкого заложения с боковыми платформами. Стены и потолок облицованы белой плиткой. В ходе реновации 2008 года на станции установлены люминесцентные светильники карнизного типа.